# Echinorhynchus canyonensis
Echinorhynchus canyonensis is een soort haakworm uit het geslacht Echinorhynchus. De worm behoort tot de familie Echinorhynchidae. Echinorhynchus canyonensis werd in 1977 beschreven door C. F. Huffman & Max Kleiber.